# Sterling E. Lanier
Sterling Edmund Lanier (geboren am 18. Dezember 1927, New York City; gestorben 28. Juni 2007 in Sarasota, Florida) war ein US-amerikanischer Autor und Verleger von Science-Fiction- und Fantasy-Literatur. Sein bekanntestes Buch ist Hieros Reise (1973).

## Leben und Werk
Laniers Vater war der Marineoffizier und Anwalt Berwick Bruce Lanier, seine Mutter war Priscilla Thorne, geborene Taylor. Lanier diente als Soldat im Zweiten Weltkrieg und studierte anschließend an der Harvard University, wo er 1951 mit dem Bachelor abschloss. Danach diente er im Koreakrieg und studierte von 1953 bis 1958 Archäologie und Anthropologie an der University of Pennsylvania.
Von 1958 bis 1960 betrieb er historische Forschungen am Winterthur Museum in Delaware.
1961 heiratete er Martha Hanna Pelton, mit der er zwei Kinder hatte. In den folgenden Jahren arbeitete er als Lektor für verschiedene Verlage in Philadelphia, zunächst bei der John C. Winston Company, von 1961 bis 1963 bei Chilton Books, dann bis 1964 bei Macrae Smith und danach erneut bis 1967 bei Chilton Books, wo er sich 1965 erfolgreich für die Publikation von Frank Herberts epischem Science-Fiction-Roman Dune einsetzte.
Lanier selbst hatte schon 1961 mit der in dem SF-Magazin Analog erschienenen Kurzgeschichte Join Our Gang? begonnen, Science-Fiction zu veröffentlichen. Ab 1965 begannen die Erzählungen um den Brigadier Ffellowes zu erscheinen, die in The Peculiar Exploits of Brigadier Ffellowes (1971) und The Curious Quests of Brigadier Ffellowes (1986) gesammelt erschienen. Es sind tall tales, dreiste Konfabulationen, die Ffellowes seinen staunenden Zuhörern auftischt, vorwiegend von angeblichen Begegnungen mit Sagengestalten und Fabelwesen – Lanier war zeit seines Lebens auch stark an Kryptozoologie interessiert. Sie stehen in der Tradition von Lord Dunsanys Jorkens, Lanier selbst nannte Arthur Conan Doyles Brigadier Gerard und William Hope Hodgsons Carnacki als Vorbilder.
Laniers bekanntestes Werk aber ist Hieros Reise, ein 1973 erschienener SF-Roman mit Fantasy-Elementen: Jahrtausende, nachdem die Erde von einem Atomkrieg verwüstet wurde, macht sich der paranormal begabte Titelheld Hiero Desteen auf die beschwerliche Reise vom Norden Amerikas zu den vergessenen Städten an der Atlantikküste, wo es Computer geben soll, in denen das verlorene Wissen der Menschheit gespeichert ist. Auf der Reise muss er mit seinem Reittier, einem mutierten Riesenelch, zahlreiche Abenteuer bestehen und sich gegen Mutanten, intelligente Tiere und vor allem die Telepathen der „Schwarzen Bruderschaft“ zur Wehr setzen. Laut dem Lexikon der Science Fiction Literatur „für viele Kenner des Genres […] einer der farbigsten und phantasievollsten Romane der siebziger Jahre.“
Sowohl Hieros Reise als auch die Fortsetzung Der unvergessene Hiero (1983) wurden ins Deutsche übersetzt.
1970 erhielt er für The War of the Lot die Follett Gold Medal, den Verlagspreis der Follett Publishing Company. 1974 war er mit Hiero’s Journey für den Locus Award und 1975 mit der Kurzgeschichte A Father’s Tale für den World Fantasy Award nominiert. 
Seinen Lebensunterhalt verdiente Lanier in den Jahren nach 1967 aber nicht als Schriftsteller, sondern als Kunsthandwerker, der Schmuck und vor allem Miniaturfiguren – meistens von Tieren – herstellte.
Zu diesen Figuren gehörten von Lanier entworfene Miniaturskulpturen von Charakteren aus dem Herr der Ringe, die Tolkiens Zustimmung fanden, der allerdings deren Vermarktung nicht gestatten mochte. Einige von Laniers Werken, der als Bildhauer Autodidakt war, fanden Aufnahme in die Sammlungen des Smithsonian.
Sterling E. Lanier verstarb am 28. Juni 2007 im Alter von 79 Jahren in Sarasota, im Bundesstaat Florida.

## Bibliografie
Brigadier Ffellowes (Kurzgeschichtenserie)
- His Coat So Gay (1965)
- Soldier Key (1968)
- The Kings of the Sea (1968)
- The Leftovers (1969)
- Fraternity Brother (1969)
- A Feminine Jurisdiction (1969)
- His Only Safari (1970)
- And the Voice of the Turtle … (1972)
- Thinking of the Unthinkable (1973)
- A Father's Tale (1974)
  - Deutsch: Die Geschichte eines Vaters. In: Isaac Asimov, Martin Harry Greenberg, Charles Waugh (Hrsg.): Mit Sherlock Holmes durch Raum und Zeit (1). Ullstein (Ullstein Science Fiction & Fantasy #31140), 1987, ISBN 3-548-31140-7.
- Ghost of a Crown (1976)
  - Deutsch: Der Geist der Krone. 1978.
- Commander in the Mist (1982)
  - Deutsch: Aus dem Nebel der Zeiten. In: Ronald M. Hahn (Hrsg.): Mythen der nahen Zukunft. Heyne (Heyne Science Fiction & Fantasy #4062), 1984, ISBN 3-453-31004-7.
- The Brigadier in Check — and Mate (1986)
- The Peculiar Exploits of Brigadier Ffellowes (1971, Sammlung)
- The Curious Quests of Brigadier Ffellowes (1986, Sammlung)

Hiero Desteen (Romanreihe)
- 1 Hiero's Journey (1973)
  - Deutsch: Hieros Reise. Heyne (Heyne Science Fiction & Fantasy #3425), 1975, ISBN 3-453-30315-6.
- 2 The Unforsaken Hiero (1983)
  - Deutsch: Der unvergessene Hiero. Heyne (Heyne Science Fiction & Fantasy #4197), 1985, ISBN 3-453-31172-8.
- Hiero Desteen (1984, Omnibus)

Romane
- The War for the Lot (1969)
- Menace Under Marswood (1983)

Kurzgeschichten
- Join Our Gang? (1961)
- Deathchild (1968)
- Whose Short Happy Life? (1968)
- Such Stuff As Dreams … (1968)
- Never Cry Human (1971)
- … No Traveler Returns (1974)
- The Syndicated Time (1978)
  - Deutsch: Das Zeitsyndikat. In: Manfred Kluge (Hrsg.): Das Zeitsyndikat. Heyne (Heyne Science Fiction & Fantasy #3845), 1981, ISBN 3-453-30774-7.